# Red Hot Chili Peppers (album)
A The Red Hot Chili Peppers a Red Hot Chili Peppers bemutatkozó albuma, amelyet 1984-ben adtak ki, producere a Gang of Four gitárosa Andy Gill. Miután megismerkedtek Lindy Goetz-cel, aki felajánlotta, hogy a menedzserük lesz, üzletet kötöttek az EMI-al. Korábban a Los Angelesi underground punkszcénában hatalmas népszerűségre tettek szert, miután 1983-as megalakulásukat követően helyi kocsmákban és kisebb klubokban játszottak. Az album nem ért el igazán nagy sikert, a mai napig a  zenekar legkevésbé ismert munkája.
Az album felvételei nem zajlottak zökkenőmentesen, Andy Gill és a zenekar rengeteget vitatkozott a zenén, Gill inkább rádió-barát zenét akart kiadni. Sok vita után végül kiadták az albumot, annak ellenére, hogy csalódottak voltak az azon hallható zenével. Két kislemez jelent meg az albumról, a "True Men Don't Kill Coyotes" ("Igaz emberek nem ölnek prérifarkasokat", a dal a hollywoodi hegyekben népszerű prérifarkas-vadászat ellen szólt), illetve a "Get Up and Jump".
Az együttes élő felállása nem játszhatott az albumon, hiszen a gitáros Hillel Slovak és a dobos Jack Irons egy másik lemezcéghez szerződtek másik zenekarukkal, a What Is Thissel. Az EMI kötelezte a zenekart, hogy helyettesítsék őket, így került az albumra a gitáros Jack Sherman, illetve a dobos, Cliff Martinez. Végül Shermant a következő albumuk felvételei előtt kirúgták, helyére Slovak került vissza a zenekarba.
Az albumot 2003-ban, a zenekar 20. születésnapja alkalmából újra kiadták néhány bónuszszámmal kiegészítve.

## Dallista
1. True Men Don’t Kill Coyotes (Kiedis, Flea, Sherman, Martinez)
2. Baby Appeal (Kiedis, Flea, Sherman, Martinez)
3. Buckle Down (Kiedis, Flea, Sherman, Martinez)
4. Get Up and Jump (Kiedis, Flea, Slovak, Irons)
5. Why Don’t You Love Me (Like You Used To Do) (Hank Williams)
6. Green Heaven (Kiedis, Flea, Slovak, Irons)
7. Mommy Where’s Daddy (Kiedis, Flea, Sherman, Martinez)
8. Out in L.A. (Kiedis, Flea, Slovak, Irons)
9. Police Helicopter (Kiedis, Flea, Slovak, Irons)
10. You Always Sing the Same (Kiedis, Flea, Sherman, Martinez)
11. Grand Pappy Du Plenty (Kiedis, Flea, Gill, Sherman, Martinez)

A 2003-as kiadás bónuszszámai:
1. Get Up and Jump (demo) (Kiedis, Flea, Slovak, Irons)
2. Police Helicopter (demo) (Kiedis, Flea, Slovak, Irons)
3. Out in L.A. (demo) (Kiedis, Flea, Slovak, Irons)
4. Green Heaven (demo) (Kiedis, Flea, Slovak, Irons)
5. What It Is (demo) (Kiedis, Flea)

## Külső hivatkozások
- Hivatalos weboldal
- Red Hot Chili Peppers Linkgyűjtemény (lap.hu)